# NGC 455
NGC 455 (другие обозначения — UGC 815, MCG 1-4-11, ZWG 411.15, ARP 164, PGC 4572) — линзовидная галактика в созвездии Рыб. Открыта Альбертом Мартом в 1864 году.
Этот объект входит в число перечисленных в оригинальной редакции «Нового общего каталога».
Имеет расширения вдоль оси север-северо-запад/юг-юго-восток. Используется Атласом пекулярных галактик в качестве примера галактики с диффузными нитями. По всей видимости, галактика является результатом слияния галактик. Светимость галактики в дальнем инфракрасном диапазоне составляет 3⋅109 L⊙, максимальная возможная масса в ней молекулярного газа составляет 3,3⋅107 M⊙.
Галактика NGC 455 входит в состав группы галактик NGC 455. Помимо NGC 455 в группу также входят NGC 446 и NGC 467.